# Alina Sokar
Alina Sokar (* 6. Januar 1992 in München) ist eine deutsche Schauspielerin.

## Karriere
Alina Sokar spielte erstmals 2001 in dem Kinofilm Nirgendwo in Afrika eine Nebenrolle. In dem Familiendrama Geht nicht gibt’s nicht von 2002 war sie als Diana Treibel zu sehen. Ihre bisher bekannteste Rolle hatte Sokar 2004 in dem Kinofilm Der Untergang von Oliver Hirschbiegel als Helga Goebbels.
In dem Melodram Utta Danella: Das Familiengeheimnis spielte Alina Sokar im Jahr 2004 als Hortense Bornemann mit. Auch trat sie 2006 in der Komödie Tollpension auf und spielte in dem Kurzfilm Ein Sommer lang die Hauptrolle von Vroni.

## Filmografie
- 2001: Nirgendwo in Afrika
- 2002: Geht nicht gibt’s nicht
- 2004: Der Untergang
- 2006: Tollpension
- 2006: Ein Sommer lang
- 2007: Tango zu dritt
- 2009: SOKO 5113
- 2010: Trans Bavaria
- 2014–2015: Heiter bis tödlich: Monaco 110
- 2018: Die Bergretter